# Schlacht von Sobraon
Mudki – Ferozeshah – Aliwal – Sobraon

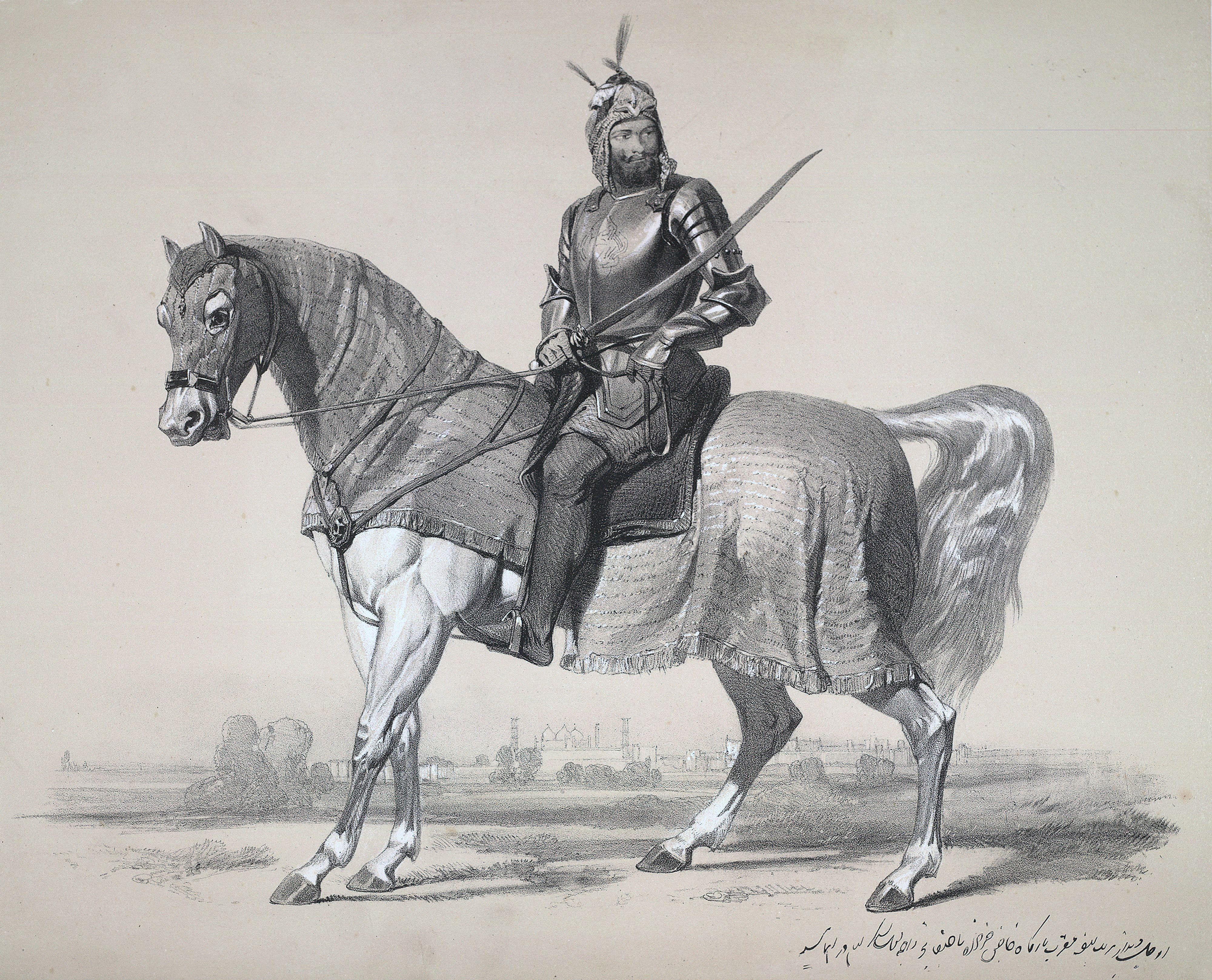
Lal Singh

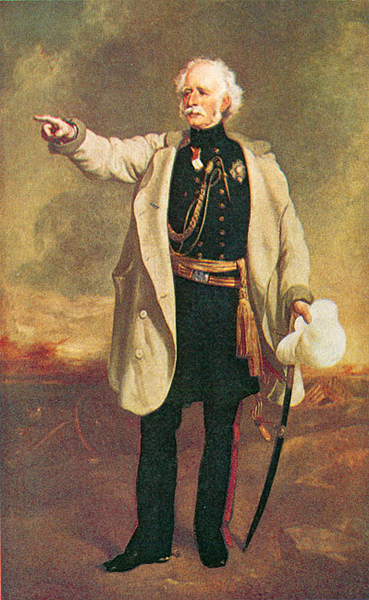
Hugh Gough, 1. Viscount Gough

Die Schlacht von Sobraon war eine militärische Auseinandersetzung am 10. Februar 1846 zwischen der Britischen Ostindien-Kompanie und der Sikh-Armee des Punjab im Ersten Sikh-Krieg.

## Vorgeschichte
Nach der Schlacht von Ferozeshah vom 21. bis zum 22. Dezember konnte die Sikh-Armee unter Tej Singh den Sutlej ungehindert überqueren, kehrte dann aber erneut auf die linke Flussseite zurück und begann dort einen befestigten Brückenkopf zu errichten, der über eine Schiffbrücke mit dem rechten Flussufer verbunden war.
Die britischen Truppen unter Generalleutnant Hugh Gough hatten inzwischen Verstärkung erhalten, folgten den Sikhs und bezogen zwischen den Ortschaften Hariki und Ferozepore Stellung. Hier erwartete Gough die Ankunft eines Nachschubtrain, der zum Beschuss der feindlichen Stellungen notwendige schwere Kanonen und Munition heranbringen sollte.
Am 17. Januar entsandte Gough Generalmajor Harry Smith, um Dharmkot zu erobern und dem Train Geleitschutz zu geben. Während dieses Auftrags traf Smith auf feindliche Truppen, doch es gelang ihm, diese in der Schlacht von Aliwal zu besiegen.

## Verlauf
Am 7. und 8. Februar erreichte die erwartete Verstärkung Goughs Lager und der Angriff wurde auf den folgenden Morgen angesetzt. Die Briten konnten nun 15.000 Mann ins Feld führen. Die Sikhs hatten ihren Brückenkopf befestigt und verfügten innerhalb ihrer Stellungen über bis zu 20.000 Mann und 67 Kanonen unter dem Befehl Tej Singhs, während flussaufwärts Kavallerie unter Lal Singh bereitstand. Beide Sikh-Führer hatten kein Interesse an einem Sieg ihrer eigenen Armee und sabotierten sie bei mehreren Gelegenheiten.
Goughs Plan sah vor, dass sein linker Flügel unter dem Kommando von Generalmajor Robert Henry Dick die feindlichen Stellungen an deren schwächster Stelle, wo der feindliche rechte Flügel auf den Sutlej traf, angreifen sollte. Derweil sollten das Zentrum unter Generalmajor Walter Gilbert und der rechte Flügel unter Smith Ablenkungsangriffe durchführen. Charles Robert Cureton sollte mit seiner Kavallerie Lal Singh von einem Eingreifen abhalten.
Vor Morgengrauen des 10. Februar 1846 begann der Angriff. Nebel, Dunkelheit und der Umstand, dass die Sikhs keine vorgeschobenen Posten hatten, begünstigten den Vormarsch und es gelang Gough, unentdeckt seine Artillerie in Stellung zu bringen. Zeitgleich mit dem Feuerbefehl lichtete sich um 7 Uhr der Nebel und die britische schwere Artillerie feuerte zwei Stunden lang, bis die Munition zur Neige ging. Dicks linker Flügel ging mit Artillerieunterstützung zum Bajonettangriff über und drang in die Stellungen ein. Die Sikhs ließen sich von den Scheinangriffen nicht ablenken, warfen den Angreifern alles entgegen und hielten Dicks Männer auf.
Gough erkannte, dass der Gegner seine Truppen an seinen rechten Flügel verlagert hatte und befahl nun Smith und Gilbert, den Scheinangriff abzubrechen und einen Durchbruch zu versuchen. Die Sikhs nahmen dies jedoch wahr und eilten zurück und schlugen den Angriff ab. Smith und Gilbert erneuerten ihren Angriff, obwohl sie schwere Verluste erlitten hatten. Mittlerweile war es Dick gelungen, mit dem linken Flügel weiter vorzudringen, da den Sikhs nun auf ihrer Rechten Verteidiger fehlten, und konnte nun den Angriff auf dem rechten Flügel unterstützen. Anstatt seine Kräfte zu verlagern, floh Tej Singh über die Schiffbrücke, wobei ein Boot in der Mitte versenkt wurde. Den Sikhs war nun der Rückzug abgeschnitten und die Briten drängten sie langsam, ohne Gefangene zu machen, auf den Fluss zurück. Um 10.30 Uhr befanden sich keine Sikhs mehr auf dem linken Flussufer und die Schlacht war gewonnen.
Bis zum Ende der Schlacht hatte Lal Singhs Kavallerie keinen Versuch gemacht, in die Schlacht einzugreifen.

## Folgen
Die Briten verzeichneten 320 Tote (unter ihnen General Dick) und 2088 Verwundete, während die Verluste der Sikhs zwischen 5000 und 8000 Mann lagen.
Die Schlacht von Sobraon entschied den Ersten Sikh-Krieg. Die Sikhs begannen kurze Zeit später mit Friedensverhandlungen.